# Leptomischus modestus
Leptomischus modestus är en måreväxtart som först beskrevs av Joseph Dalton Hooker, och fick sitt nu gällande namn av Debendra Bijoy Deb. Leptomischus modestus ingår i släktet Leptomischus och familjen måreväxter. Inga underarter finns listade i Catalogue of Life.